# داليا إيتسيك
داليا إيتسيك (بالعبرية: דליה איציק) وُلدت في (20 أكتوبر 1952 في القدس)، هي سياسية إسرائيلية سابقة خدمت كعضوة في الكنيست عن حزب كاديما. وقد عملت سابقاً في عدة مناصب وزارية، ففي 4 مايو 2006 أصبحت أول امرأة تترأس الكنيست، وعملت رئيسة لإسرائيل بصفة مؤقتة من يناير إلى يوليو 2007.

## حياتها
وُلدت داليا في القدس في 20 أكتوبر 1952 لأسرة من يهود العراق. وقد درست الأدب العبري إضافة إلى التاريخ والحقوق في الجامعة العبرية في القدس حيث حصلت منها على شهادة البكالوريوس. وقد زاولت مهنة التدريس لعدة أعوام، وبدأت مسارها الجماهيري كعضوة ثم رئيسة في نقابة المعلمين العامة في القدس. وهي متزوجة ولها ثلاث أبناء.
أما سياسياً فقد كانت داليا عضوة في الهيئة الإدارية لسلطة الإذاعة والتلفزيون بين عامي 1988 و1991. ثم اُنتخبت فيما بعد كعضوة في بلدية القدس الغربية، كما عُيِّنت نائبة لرئيس تلك البلدية والمسؤولة عن ملف التربية والتعليم فيها. انضمت داليا إلى الكنيست ال13 في يوليو 1992، ضمن قائمة حزب العمل الإسرائيلي، كما تقلدت منصب رئيسة لجنة التربية والتعليم منذ عام 1995، ثم أُعيد انتخابها في الكنيست ال14 و15 أيضاً. فأثناءهما شغلت رئاسة لجنة العلوم والتطوير التكنولوجي، لتبدأ العمل الوزاري وكان أول هذه الحقائب الوزارية التي تولتها وزيرة شؤون البيئة في حكومة إيهود باراك من 1999 إلى 2001. ونظراً لفشل هذا الأخير في انتخابات 2001، كانت من أشد المتحمسين لانضمام حزب العمل الإسرائيلي لحكومة «الوحدة الوطنية» برئاسة أرئيل شارون، فقد تم تنصيبها في حكومته كوزيرة للصناعة والتجارة عام 2002. إضافة إلى منصب وزيرة الاتصالات عام 2005. ثم عادت للكنيست للمرة الرابعة وذلك في الكنيست ال16، برئاستها الأمانة العامة لحزبها. لتلتحق فيما بعد بحزب كاديما عند تأسيس أرئيل شارون له في نوفمبر 2005. وبعد الانتخابات للكنيست ال17، في مايو 2006، تم تعيينها رئيسة للكنيست لتصبح بذلك أول امرأة تتولى مثل هذا المنصب في تاريخ إسرائيل. وفي أعقاب نفس الفترة، شغلت إيتسيك إضافة إلى منصبها في الكنيست منصب رئيسة دولة إسرائيل بشكل مؤقت وذلك خلال المدة الممتدة من يناير إلى يوليو 2007 حيث تمكن شمعون بيريز رئيساً للدولة، وهذا أثناء إخضاع رئيس الدولة وقتها، موشيه قصاب، للتحقيق الجنائي بشبهة ارتكاب أعمال مُشينة. كما أنها كانت المرأة الأولى التي تتقلد مثل هذا المنصب منذ قيام دولة إسرائيل (ولو بصورة مؤقتة). وقد ظلت في الكنيست حتى انتهاء دورة الكنيست ال18، وعشية الانتخابات للكنيست ال19 (في يناير 2013)، أعلنت إيتسيك في ديسمبر 2012 اعتزالها للعمل السياسي.
لكنها في دخلت إلى سباق الظفر بمنصب الرئاسة الإسرائيلية من خلال مشاركتها في الانتخابات الرئاسية الإسرائيلية 2014، حيث جاءت الرابعة في الترتيب ب28 صوتاً.

## وصلات خارجية
- داليا إيتسيك على الموقع الإلكتروني للكنيست
- داليا إيتسيك، المكتبة اليهودية الرقمية
- الحكومة الإسرائيلية 28
- الحكومة الإسرائيلية 29
- الحكومة الإسرائيلية 30